# Peak-District-Nationalpark
Der Peak-District-Nationalpark (engl. Peak District National Park) ist ein Nationalpark in Nordengland. Der 1951 ausgewiesene Park hat eine Fläche von 1404 km². Gegliedert ist der Park in zwei naturräumliche Elemente: den Dark Peak, der den größten Teil der unbewohnten Hochmoore umfasst und dem südlichen White Peak, in dem die meisten Siedlungsgebiete vorzufinden sind. Der Dark Peak ist Teil der Grafschaften Greater Manchester und Yorkshire, während der White Peak Gebiete von Staffordshire, Derbyshire und Cheshire umfasst. Der White Peak besteht zu großen Teilen aus Graslandschaften, die zur Zucht von Schafen genutzt werden. Trockene Flussbette und Höhlen (zum Beispiel die Peak Cavern bei Castleton in Derbyshire) sind auch zu finden. Von 1940 bis 2009 existierte im Peak District eine Population von wildlebenden Rotnackenwallabys, die aus Tasmanien eingeführt worden waren.

## Tourismus
Der Nationalpark ist ein geschütztes Territorium und 1404 km² groß. Der Peak District ist weitgehend Privatland und war für Wanderer und Naturfreunde nicht immer zugänglich. Im Jahr 1932 kam es zu einer Protestaktion (Mass trespass of Kinder Scout), als ca. 400 Menschen das Moorplateau Kinder Scout unerlaubt überstiegen und damit eine Änderung der Gesetze bewirkten. So entstand 1935 der Pennine Way, der längste Wanderweg Englands, der in Nord-Süd-Richtung durch den Peak District verläuft und sich über 431 Kilometer von der Ortschaft Edale bis nach Kirk Yetholm an der schottischen Grenze erstreckt. Der Wanderweg entstand auf Anregung des britischen Journalisten Tom Stephenson, der sich durch ähnliche Wanderwege in den USA hatte inspirieren lassen. 
Am 17. April 1951 wurde mit dem Peak District in England erstmals ein Gebiet zum Nationalpark erklärt und zu großen Teilen für die Bevölkerung erschlossen. Im September 2004 wurden weitere Gebiete im Osten und Nordosten des Peak Districts für die Öffentlichkeit zugänglich gemacht. Der Nationalpark wird für eine Vielzahl von Freizeitaktivitäten wie etwa Wandern, Reiten, Klettern, Radfahren und Luftsport genutzt.

## Renaturierung

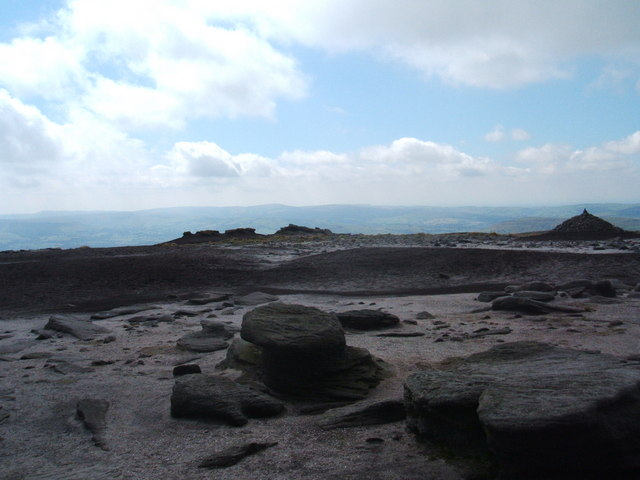
Erosion am Kinder Low nahe dem Kinder Scout

Im September 2013 veröffentlichte der National Trust, der weite Flächen im National Parks besitzt, einen Plan, der eine Renaturierung von Mooren im Peak District zum Ziel hat; es sollen dabei besonders die Hochflächen aufgearbeitet werden. Man will den Wasserspiegel durch das Zuschütten von Abflüssen wieder ansteigen lassen, aber auch bestimmte Pflanzen wie Gräser sollen auf den Flächen wieder angepflanzt werden und so die Erosionsschäden beseitigt werden. Es wird damit gerechnet, dass es etwa 50 Jahre dauern wird, ehe die Maßnahme abgeschlossen ist und sich das ursprüngliche Landschaftsbild wieder zeigt.

## Ansichten des Peak District

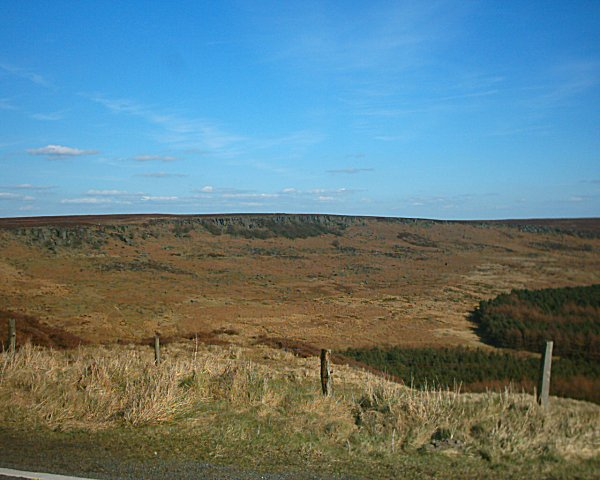
Burbage Rocks
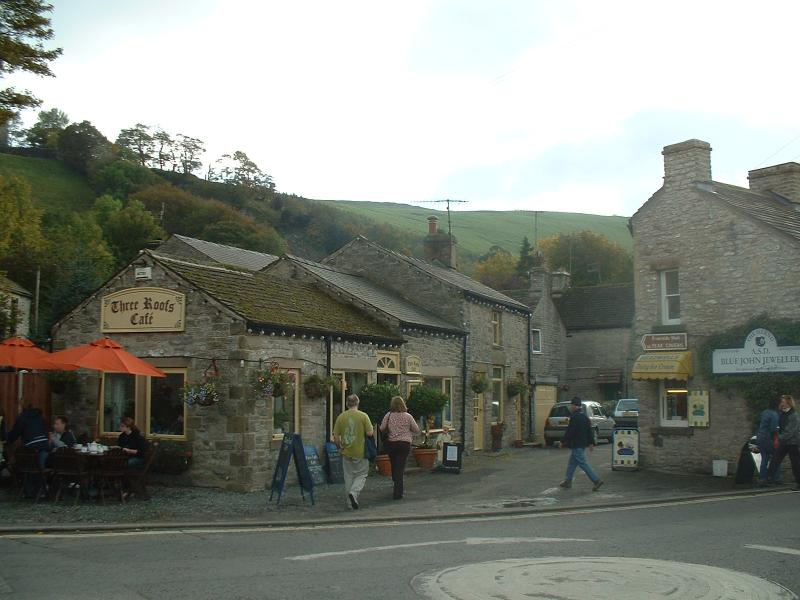
Castleton
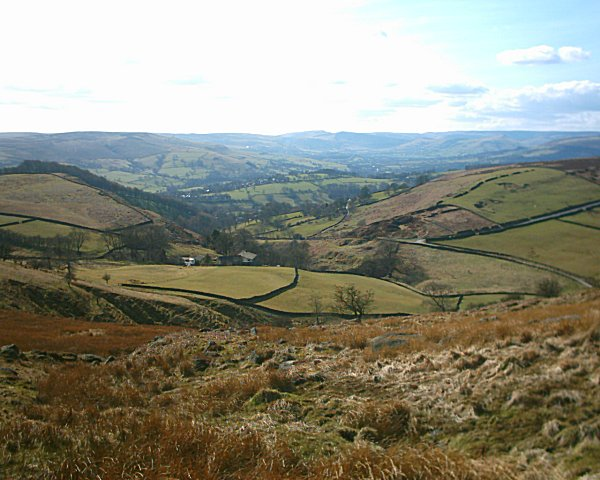
Dale Bottom - Hathersage
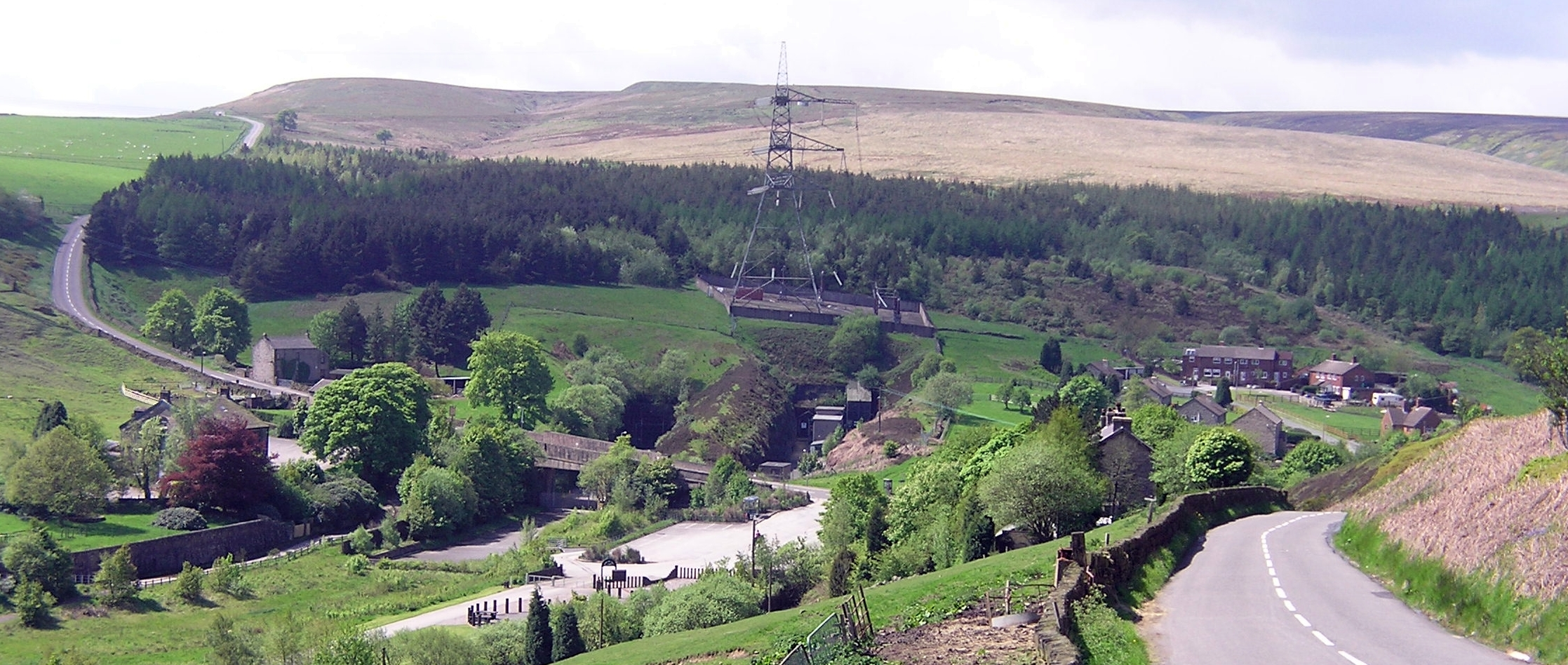
Dunford Bridge
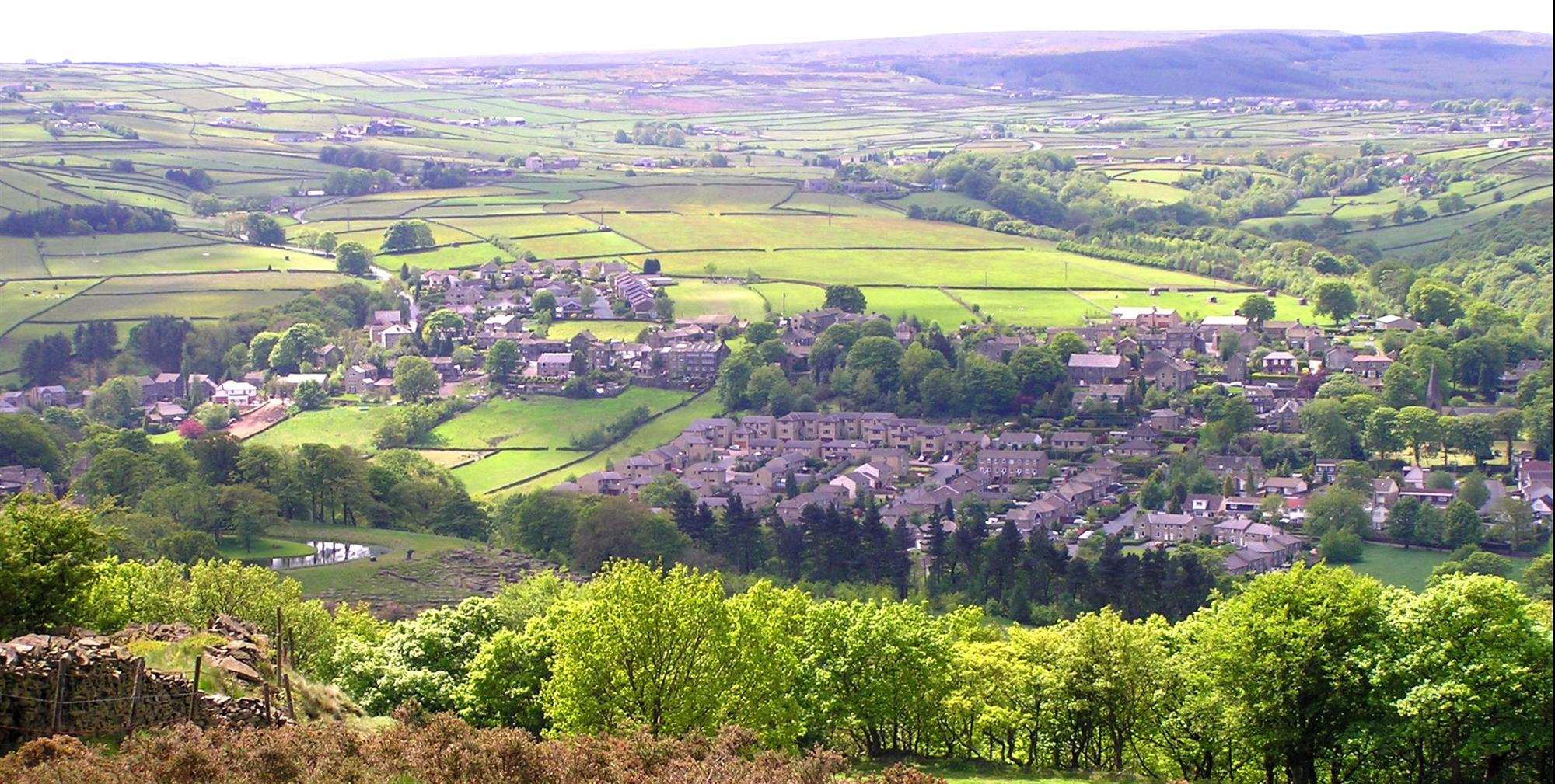
Hepworth
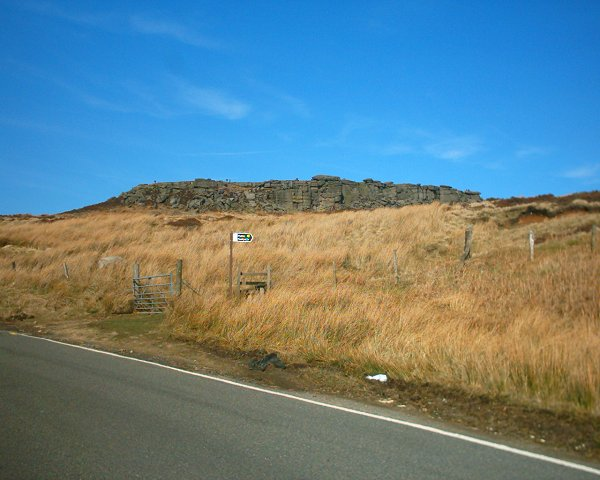
Higger Tor
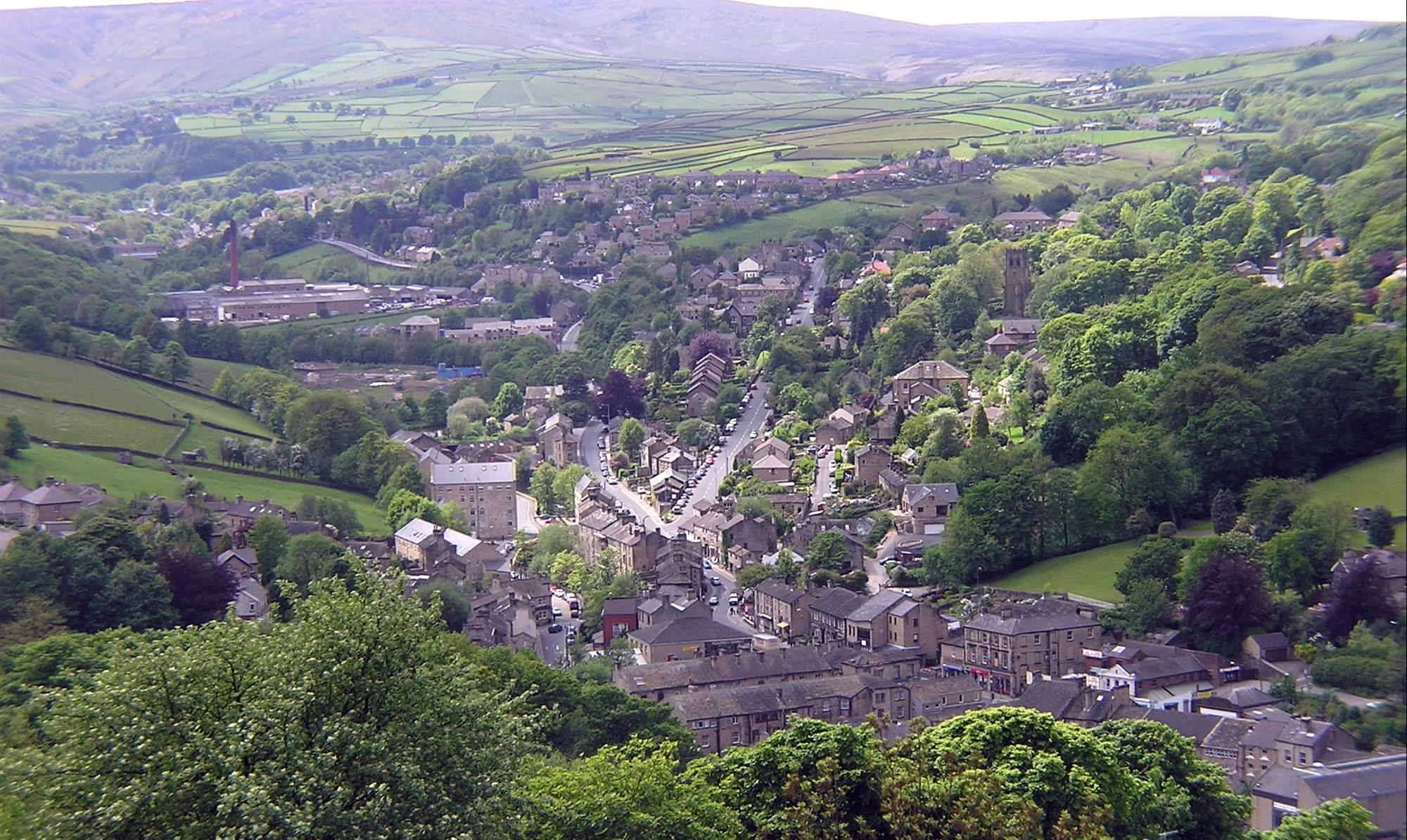
Holmfirth
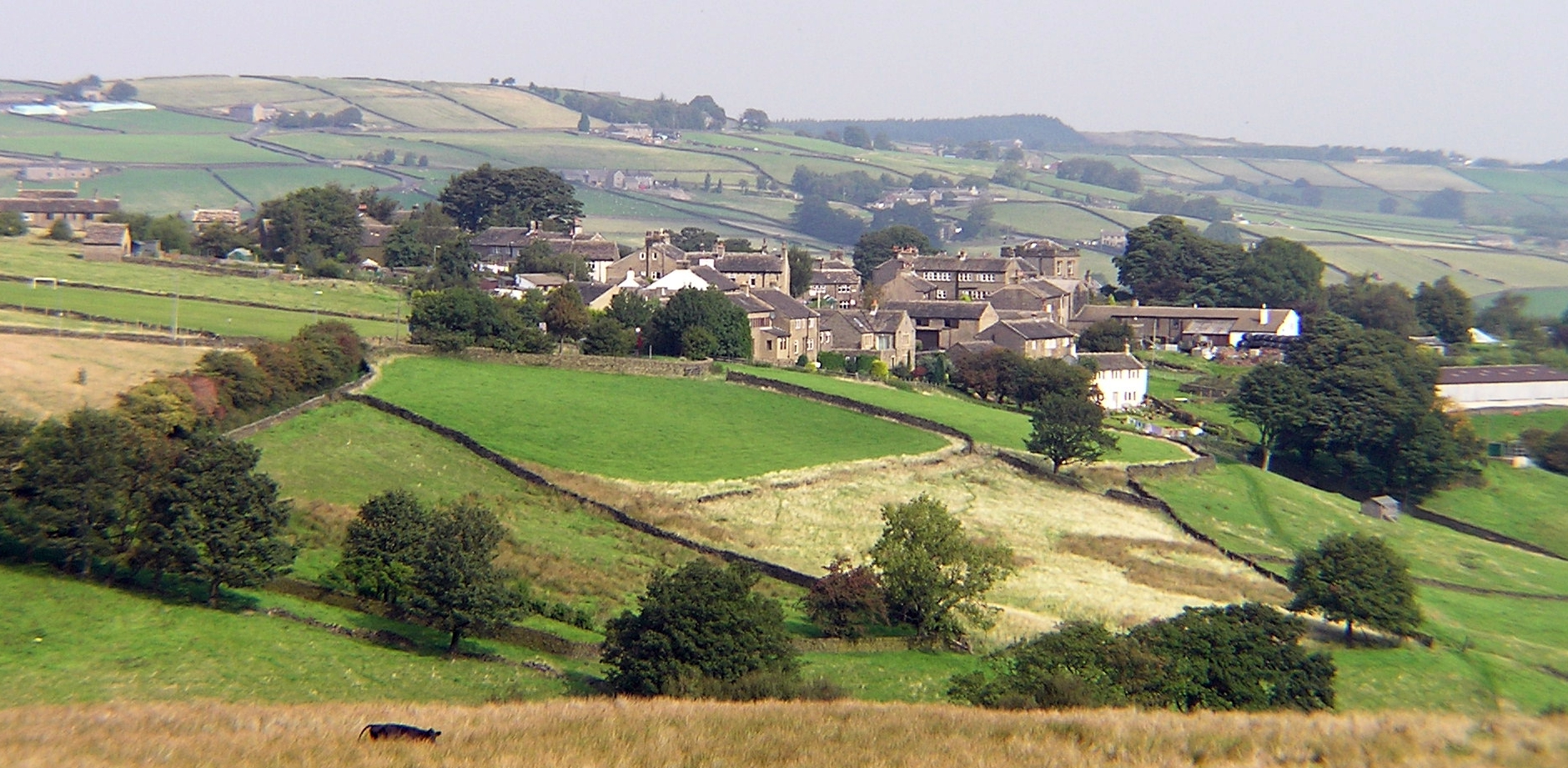
Holme, West Yorkshire
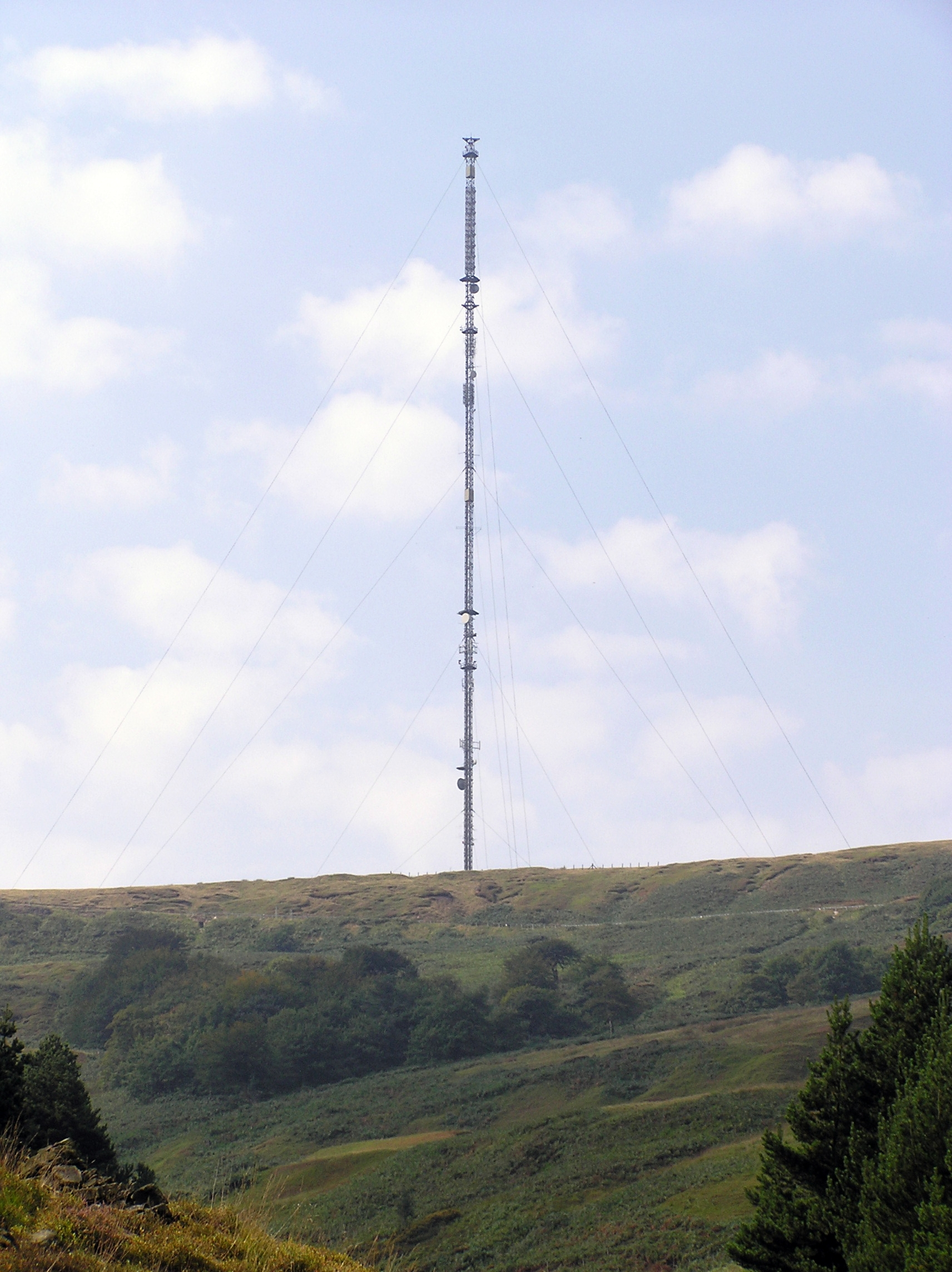
Holme Moss Radio Tower
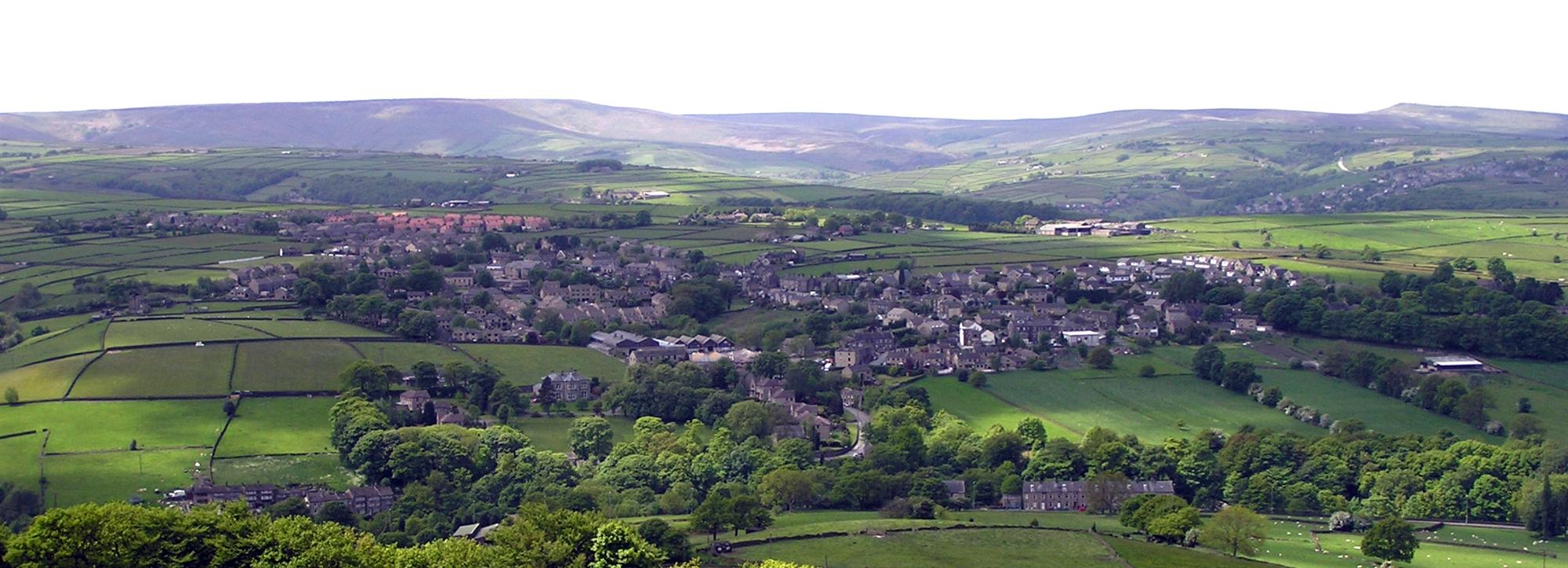
Scholes
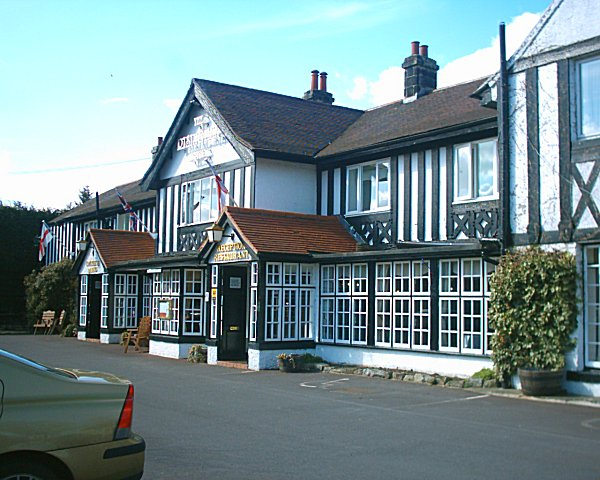
The Rising Sun
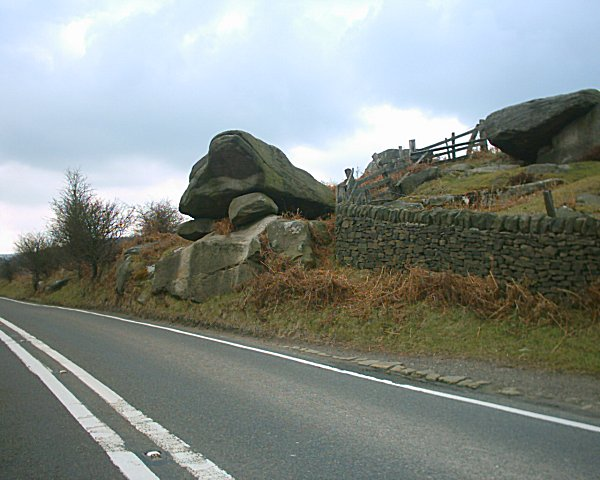
Toad's Mouth
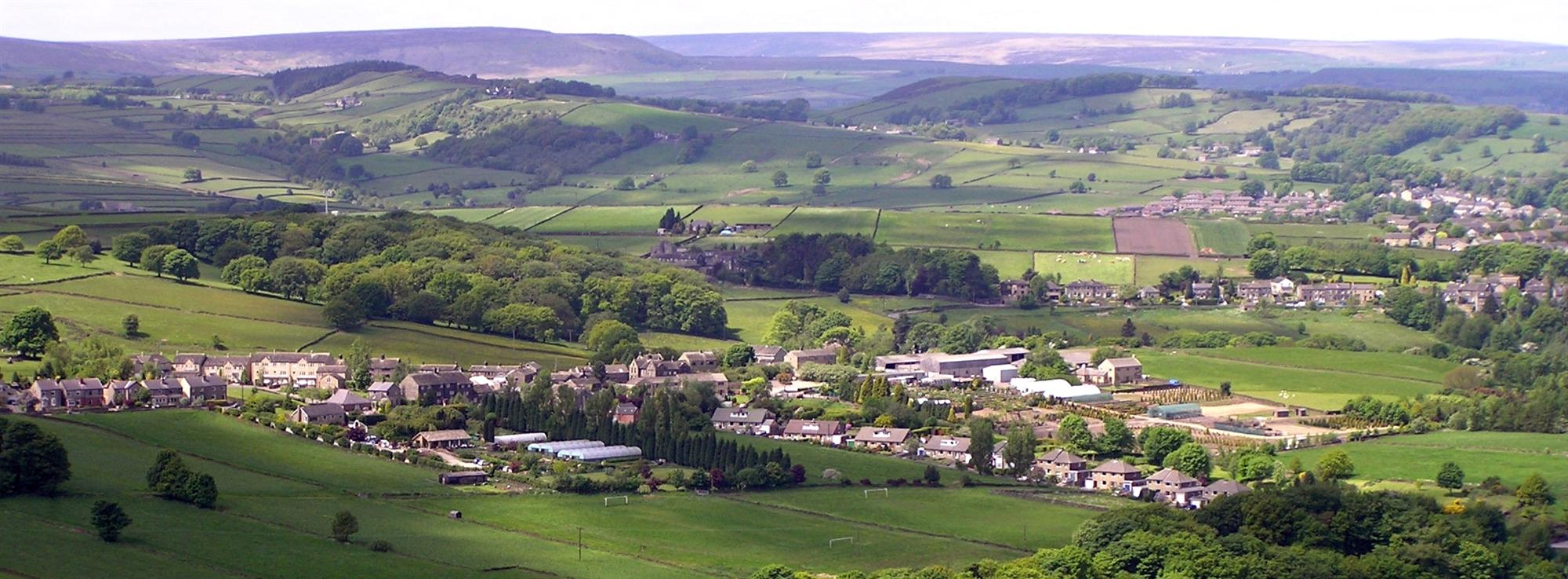
Totties
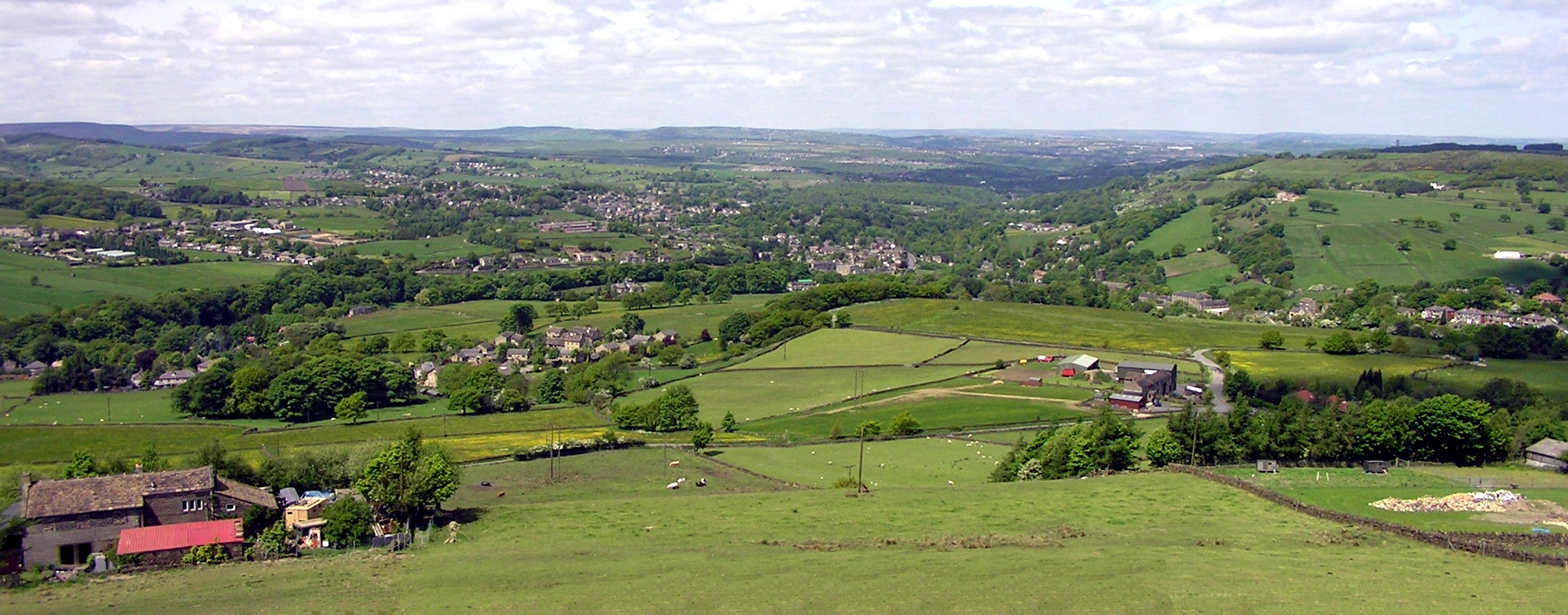
Upper Holme Valley